# Alcis stigmula
Alcis stigmula är en fjärilsart som beskrevs av Bruckova 1945. Alcis stigmula ingår i släktet Alcis och familjen mätare. Inga underarter finns listade i Catalogue of Life.